# Рупрехт Пипан
Рупрехт Пипан (на немски: Ruprecht Pipan; * 20 февруари 1375, Амберг; † 25 януари 1397, Амберг) от династията Вителсбахи, е наследствен принц на Пфалц.

## Живот
Той е най-възрастният син на курфюрст и римско-немския крал Рупрехт (1352 – 1410) и бургграфиня Елизабет от Хоенцолерн (1358 – 1411), дъщеря на бургграф Фридрих V от Нюрнберг и съпругата му Елизабет фон Майсен.
Още като дете той е сгоден през 1379 г. за принцеса Катарина, дъщеря на Шарл V от Франция, но не се стига до женитба. Жени се през 1392 г. за графиня Елизабет (1365 – 1417), вдовица на граф Енгелберт III фон Марк, дъщеря и наследничка на граф Симон III от Спонхайм-Кройцнах. Двамата нямат деца.
Рупрехт Пипан тръгва през 1396 г. с унгарците за Битката при Никопол против османите. Той се връща болен обратно и умира на 21 години в Амберг. Погребан е в църквата „Св. Мартин“ в Амберг. Гробът му там е запазен. Вдовицата му Елизабет от Спонхайм е последната графиня на линията Спонхайм-Кройцнах (Предно графство). До смъртта си през 1417 г. тя често е в двора на свекъра си и завещава 1/5 от Предното Графство Спонхайм на Курпфалц.
Рупрехт Пипан е наследен от по-малкия му брат Лудвиг III (1378 – 1436).